# Klubbin (Fugloy)
Klubbin è una montagna alta 621 metri sul mare situata sull'isola di Fugloy, nell'arcipelago delle Isole Fær Øer, in Danimarca.